# Limnephilus assimilis
Limnephilus assimilis är en nattsländeart som först beskrevs av Banks 1908.  Limnephilus assimilis ingår i släktet Limnephilus och familjen husmasknattsländor. Inga underarter finns listade i Catalogue of Life.